# Pseudancistrus yekuana
Pseudancistrus yekuana is een straalvinnige vissensoort uit de familie van de harnasmeervallen (Loricariidae). De wetenschappelijke naam van de soort is voor het eerst geldig gepubliceerd in 2007 door Lujan, Armbruster & Sabaj Pérez.